# 1442 Corvina
1442 Corvina је астероид главног астероидног појаса чија средња удаљеност од Сунца износи 2,873 астрономских јединица (АЈ).
Апсолутна магнитуда астероида је 11,57 а геометријски албедо 0,046.